# Volby do orgánů samosprávných krajů na Slovensku 2022
Volby do orgánů samosprávnych krajů na Slovensku v roce 2022 (zkráceně krajské volby 2022) se konaly 29. října 2022 spolu s komunálními volbami. Se spojením komunálních a krajských voleb přišla vláda Petra Pellegriniho. Volbám předcházelo mimořádné prodloužení funkčního období krajských představitelů na pět let, následující období budou opět čtyřletá. Župani jednotlivých krajů jsou voleni v přímé volbě systémem relativní většiny. Svůj mandát obhájili všichni kromě dvou krajů: v Nitranském kraji porazil stávajícího župana Milana Belicu Branislav Becík z hnutí Hlas-SD, v Banskobystrickém pak županský post po otci Jánu Lunterovi přebral nezávislý Ondrej Lunter.

## Výsledky krajských voleb

### Bratislavský kraj
V Bratislavském kraji jasně svůj mandát obhájil stávající župan Juraj Droba, kandidující s podporou SaS a PS, získal 63,6 procenta hlasů. S velkým odstupem za ním skončil mluvčí strany SMER-SD Ján Mažgút s 13,42 procenty.
| Kandidát           | Volební podpora     | Počet hlasů | %     |
| ------------------ | ------------------- | ----------- | ----- |
| Juraj Droba        | SaS, PS             | 136 983     | 63,6  |
| Ján Mažgút         | SMER-SD, SNS        | 28 911      | 13,42 |
| Ivan Bošňák        | SPOLU               | 18 445      | 8,56  |
| Dušan Velič        | Za ľudí, Sme rodina | 17 420      | 8,08  |
| Milan Lopašovský   | SMS                 | 4 449       | 2,06  |
| Štefan Zima        | Republika           | 3 751       | 1,74  |
| Magdaléna Sulanová | ĽSNS                | 2 927       | 1,35  |
| Andrej Trnovec     | SĽS                 | 2 456       | 1,14  |

### Trnavský kraj
V Trnavském kraji mandát obhájil stávající župan za OĽaNO Jozef Viskupič se ziskem 38,56 procenta hlasů.
| Kandidát           | Volební podpora   | Počet hlasů | %     |
| ------------------ | ----------------- | ----------- | ----- |
| Jozef Viskupič     | OĽaNO, NOVA, KÚ   | 69 743      | 38,56 |
| József Berényi     | SMK-MKP, MOST-HÍD | 38 056      | 21,04 |
| Martin Červenka    | nezávislý         | 29 157      | 16,12 |
| Zdenko Čambal      | SNS, SMER-SD      | 21 426      | 11,84 |
| Martin Beluský     | ĽSNS              | 8 145       | 4,5   |
| Veronika Temňáková | Republika         | 4 515       | 2,49  |
| Roland Hakszer     | nezávislý         | 3 129       | 1,73  |
| Zdenko Rosina      | nezávislý         | 2 631       | 1,45  |
| Roman Chudý        | Život-NS          | 2 392       | 1,32  |
| Ivan Stanovič      | ONáS              | 1 640       | 0,9   |

### Trenčínský kraj
V Trenčínském kraji jednoznačně a s největším procentuálním ziskem zvítězil stávající župan Jaroslav Baška za SMER-SD s 67,25 procenty hlasů.
| Kandidát         | Volební podpora                   | Počet hlasů | %     |
| ---------------- | --------------------------------- | ----------- | ----- |
| Jaroslav Baška   | SMER-SD, Hlas-SD, Sme rodina, SNS | 131 705     | 67,25 |
| Peter Máťoš      | KDH, SaS, PS, SPOLU, DV           | 32 547      | 16,61 |
| Adrián Mikuš     | nezávislý                         | 16 317      | 8,33  |
| Miroslav Magdech | Republika                         | 5 801       | 2,96  |
| Anton Kysel      | ĽSNS                              | 5 553       | 2,83  |
| Marian Kňažko    | SĽAH                              | 3 914       | 1,99  |

### Nitranský kraj
V Nitranském kraji se novým županem stal Branislav Becík z hnutí Hlas-SD. Porazil stávajícího župana Milana Belicu, který v roce 2017 kandidoval za SMER-SD, nyní jako nezávislý.
| Kandidát           | Volební podpora          | Počet hlasů | %     |
| ------------------ | ------------------------ | ----------- | ----- |
| Branislav Becík    | Hlas-SD, Sme rodina      | 58 765      | 27,49 |
| Milan Belica       | nezávislý                | 46 710      | 21,85 |
| Tibor Csenger      | SMK-MKP, MOST-HÍD        | 35 604      | 16,65 |
| Martina Holečková  | KDH, SaS, Za ľudí, SPOLU | 33 467      | 15,65 |
| Lukáš Kyselica     | OĽaNO, NOVA              | 10 897      | 5,09  |
| Martin Kusenda     | nezávislý                | 9 130       | 4,27  |
| Renáta Kolenčíková | nezávislá                | 5 741       | 2,68  |
| Peter Pukan        | Republika                | 4 968       | 2,32  |

### Žilinský kraj
V Žilinském kraji post županky obhájila Erika Jurinová z hnutí OĽaNO, která se v roce 2017 stala vůbec první ženou zvolenou do čela kraje. Porazila zástupce SMER-SD Igora Chomu.
| Kandidát         | Volební podpora                  | Počet hlasů | %     |
| ---------------- | -------------------------------- | ----------- | ----- |
| Erika Jurinová   | OĽaNO, Sme rodina, Za ľudí, NOVA | 80 049      | 32,04 |
| Igor Choma       | SMER-SD                          | 55 571      | 22,24 |
| Igor Janckulík   | KDH, DV                          | 52 914      | 21,18 |
| Peter Slyško     | Hlas-SD                          | 17 564      | 7,03  |
| Katarína Boková  | SHO                              | 11 131      | 4,45  |
| Marián Murín     | nezávislý                        | 9 852       | 3,94  |
| Miroslav Urban   | Republika                        | 7 137       | 2,85  |
| František Drozd  | ĽSNS                             | 6 626       | 2,65  |
| Andrea Starinská | nezávislá                        | 5 203       | 2,08  |
| Daniela Zemanová | ONáS                             | 3 783       | 1,51  |

### Banskobystrický kraj
Novým županem Banskobystrického kraje byl zvolen jasně nezávislý Ondrej Lunter, syn stávajícího župana Jána Luntera. Dosáhl 47,53 procenta hlasů.
| Kandidát      | Volební podpora | Počet hlasů | %     |
| ------------- | --------------- | ----------- | ----- |
| Ondrej Lunter | nezávislý       | 96 438      | 47,53 |
| Adrian Polóny | nezávislý       | 30 436      | 15    |
| Rudolf Huliak | nezávislý       | 23 236      | 11,45 |
| Miroslav Suja | Republika       | 19 130      | 9,42  |
| Marek Kotleba | ĽSNS            | 14 417      | 7,1   |
| Michal Albert | KSS             | 7 102       | 3,5   |
| Maroš Čupka   | Socialisti.sk   | 4 800       | 2,36  |
| Jozef Sásik   | SĽAH            | 2 571       | 1,26  |

### Prešovský kraj
Post župana Prešovského kraje obhájil Milan Majerský z hnutí KDH. Porazil se ziskem 42,01 procenta kandidáta Hlas-SD a SMER-SD Michala Kaliňáka.
| Kandidát          | Volební podpora                          | Počet hlasů | %     |
| ----------------- | ---------------------------------------- | ----------- | ----- |
| Milan Majerský    | KDH, Sme rodina, SaS, Za ľudí            | 111 343     | 42,01 |
| Michal Kaliňák    | Hlas-SD, SMER-SD, SNS, SMK-MKP, MOST-HÍD | 83 205      | 31,39 |
| Milan Mazurek     | Republika                                | 28 834      | 10,88 |
| Ján Bync          | nezávislý                                | 11 921      | 4,49  |
| Michal Biganič    | nezávislý                                | 8 634       | 3,25  |
| Filip Kuffa       | Život                                    | 6 689       | 2,52  |
| Patrícia Reváková | nezávislá                                | 6 679       | 2,52  |
| Ingrid Tomková    | ĽSNS                                     | 3 788       | 1,42  |

### Košický kraj
Post župana Košického kraje obhájil Rastislav Trnka se ziskem 51,31 hlasů. Porazil Viliama Zahorčáka ze SMER-SD, který dosáhl pouze 15,01 procenta.
| Kandidát                 | Volební podpora          | Počet hlasů | %     |
| ------------------------ | ------------------------ | ----------- | ----- |
| Rastislav Trnka          | KDH, SMK-MKP, MOST-HÍD   | 110 362     | 51,31 |
| Viliam Zahorčák          | SMER-SD, Sme rodina, SNS | 32 287      | 15,01 |
| Róbert Suja              | Hlas-SD                  | 15 040      | 6,99  |
| Juraj Sinay              | nezávislý                | 14 631      | 6,8   |
| Erik Ňarjaš              | OĽaNO, NOVA              | 11 927      | 5,54  |
| Monika Sofiya Soročinová | nezávislá                | 10 137      | 4,71  |
| Tomáš Janco              | Republika                | 4 855       | 2,25  |
| Juraj Ďurove             | Socialisti.sk            | 3 624       | 1,68  |
| Stanislav Mizík          | ĽSNS                     | 3 416       | 1,58  |
| Vladislav Stanko         | nezávislý                | 3 239       | 1,5   |
| Džemal Kodrazi           | Princíp                  | 3 018       | 1,4   |
| Ivan Hriczko             | Vlasť                    | 2 545       | 1,18  |

## Výsledky komunálních voleb

### Bratislava
| Kandidát         | Volební podpora          | Počet hlasů | %     |
| ---------------- | ------------------------ | ----------- | ----- |
| Matúš Vallo      | PS, SPOLU                | 86 981      | 60,2  |
| Rudolf Kusý      | Sme rodina, Za ľudí, KDH | 40 063      | 27,72 |
| Miroslav Heredoš | nezávislý                | 6 239       | 4,31  |
| Andrej Trnovec   | SĽAH                     | 3 446       | 2,38  |
| Martin Mlýnek    | NOVA                     | 3 005       | 2,07  |
| Martin Jakubec   | ĽSNS                     | 2 017       | 1,39  |
| Miroslav Vetrík  | Život                    | 1 162       | 0,8   |
| Peter Poláček    | ONáS                     | 942         | 0,65  |

### Košice
| Kandidát         | Volební podpora                   | Počet hlasů | %     |
| ---------------- | --------------------------------- | ----------- | ----- |
| Jaroslav Polaček | KDH, SaS, NOVA, SMK-MKP, MOST-HÍD | 20 561      | 36,79 |
| Milan Lesňák     | Za ľudí                           | 11 849      | 21,2  |
| Miloslav Klíma   | nezávislý                         | 10 655      | 19,06 |
| Monika Kováčová  | nezávislá                         | 4 322       | 7,73  |
| Štefan Lasky     | nezávislý                         | 4 178       | 7,47  |
| Viliam Novotný   | Šanca                             | 2 453       | 4,38  |
| Jozef Karabin    | nezávislý                         | 1 062       | 1,9   |
| Jaroslav Džunko  | SMS                               | 804         | 1,43  |

### Prešov
| Kandidát         | Volební podpora    | Počet hlasů | %     |
| ---------------- | ------------------ | ----------- | ----- |
| František Oľha   | SaS, PS, SPOLU, DV | 10 934      | 37,26 |
| Pavel Hagyari    | Sme rodina         | 6 853       | 23,35 |
| Ľuboš Micheľ     | Hlas-SD            | 3 419       | 11,65 |
| Artúr Benes      | nezávislý          | 3 290       | 11,21 |
| Zuzana Bednárová | KDH                | 1 655       | 5,63  |
| Ján Andrejko     | nezávislý          | 1 461       | 4,97  |
| Martin Eštočák   | nezávislý          | 546         | 1,86  |
| Marek Kurta      | Republika          | 360         | 1,22  |
| Ján Štovka       | nezávislý          | 292         | 0,99  |
| Renáta Bobáková  | ONáS               | 211         | 0,71  |
| Patrik Benčík    | nezávislý          | 210         | 0,71  |
| Jozef Kubica     | nezávislý          | 113         | 0,38  |

### Žilina
| Kandidát           | Volební podpora | Počet hlasů | %     |
| ------------------ | --------------- | ----------- | ----- |
| Peter Fiabáne      | nezávislý       | 11 654      | 45,53 |
| Patrik Groma       | Hlas-SD, KDH    | 4 866       | 19,01 |
| Peter Cibulka      | nezávislý       | 3 970       | 15,51 |
| Pavol Slota        | Domov           | 2 723       | 10,63 |
| Ján Rzeszoto       | nezávislý       | 981         | 3,83  |
| Silvia Bakkery     | Republika       | 668         | 2,6   |
| Štefan Zelník      | Život           | 276         | 1,07  |
| Daniela Zemanová   | ONáS            | 273         | 1,06  |
| Timotej Bernhauser | nezávislý       | 184         | 0,71  |

### Banská Bystrica
| Kandidát          | Volební podpora    | Počet hlasů | %     |
| ----------------- | ------------------ | ----------- | ----- |
| Ján Nosko         | nezávislý          | 16 248      | 66,16 |
| Diana Javorčíková | nezávislá          | 6 102       | 24,84 |
| Daniel Karas      | SMER-SD, Republika | 1 660       | 6,76  |
| Peter Podhorský   | ĽSNS               | 331         | 1,34  |
| Jozef Sásik       | SĽAH               | 116         | 0,47  |
| Anton Minárik     | nezávislý          | 99          | 0,4   |

### Nitra
| Kandidát          | Volební podpora         | Počet hlasů | %     |
| ----------------- | ----------------------- | ----------- | ----- |
| Marek Hattas      | nezávislý               | 8 175       | 30,8  |
| Igor Kršiak       | Hlas-SD, Sme rodina, DV | 7 220       | 27,21 |
| Štefan Štefek     | nezávislý               | 5 299       | 19,97 |
| Pavol Obertáš     | nezávislý               | 4 640       | 17,48 |
| Erik Blaško       | nezávislý               | 603         | 2,27  |
| Dalimír Solčanský | Republika               | 597         | 2,24  |

### Trnava
| Kandidát        | Volební podpora                          | Počet hlasů | %     |
| --------------- | ---------------------------------------- | ----------- | ----- |
| Peter Bročka    | nezávislý                                | 9 665       | 44,7  |
| Branislav Baroš | nezávislý                                | 7 269       | 33,61 |
| Matej Lančarič  | nezávislý                                | 2 609       | 12,06 |
| Marián Galbavý  | KDH, SaS, SPOLU, Sme rodina, Za ľudí, KÚ | 1 741       | 8,05  |
| Zdenko Rosina   | nezávislý                                | 246         | 1,12  |

### Trenčín
| Kandidát         | Volební podpora | Počet hlasů | %     |
| ---------------- | --------------- | ----------- | ----- |
| Richard Rybníček | nezávislý       | 11 918      | 72,94 |
| Miloš Mičega     | nezávislý       | 4 421       | 27,05 |

### Martin
| Kandidát         | Volební podpora | Počet hlasů | %     |
| ---------------- | --------------- | ----------- | ----- |
| Ján Danko        | nezávislý       | 4 273       | 25,83 |
| Michal Uherčík   | SaS             | 3 433       | 20,75 |
| Stanislav Thomka | nezávislý       | 3 212       | 19,42 |
| Martin Kalnický  | nezávislý       | 2 954       | 17,86 |
| Milan Ftorek     | nezávislý       | 1 626       | 9,83  |
| Marek Belák      | nezávislý       | 571         | 3,45  |
| Jozef Petráš     | nezávislý       | 470         | 2,84  |

### Další města
Další města mezi 20 a 50 tisíci obyvateli, tabulka vždy obsahuje jméno a hodnoty zvoleného starosty.
| Město             | Zvolený starosta    | Volební podpora                                   | Počet hlasů | %     |
| ----------------- | ------------------- | ------------------------------------------------- | ----------- | ----- |
| Poprad            | Anton Danko         | nezávislý                                         | 9 391       | 61,13 |
| Prievidza         | Katarína Macháčková | SPOLU                                             | 5 526       | 42,91 |
| Zvolen            | Vladimír Maňka      | nezávislý                                         | 7 489       | 59,43 |
| Považská Bystrica | Karol Janas         | SMER-SD, Hlas-SD, SNS                             | 7 132       | 50,93 |
| Nové Zámky        | Otokar Klein        | nezávislý                                         | 6 219       | 57,49 |
| Michalovce        | Miroslav Dufinec    | SMER-SD, Sme rodina, SNS                          | 4 921       | 43,47 |
| Spišská Nová Ves  | Pavol Bečarik       | SMER-SD, Hlas-SD, Sme rodina, SNS                 | 5 386       | 59,13 |
| Komárno           | Béla Keszegh        | nezávislý                                         | 7 121       | 74,73 |
| Levice            | Ján Krtík           | nezávislý                                         | 2 965       | 33,54 |
| Humenné           | Miloš Meričko       | nezávislý                                         | 4 575       | 50,14 |
| Bardejov          | Boris Hanuščak      | Hlas-SD, SMER-SD, SNS                             | 5 080       | 47,42 |
| Liptovský Mikuláš | Ján Blcháč          | Hlas-SD, SMER-SD                                  | 4 587       | 40,78 |
| Piešťany          | Peter Jančovič      | nezávislý                                         | 2 216       | 29,76 |
| Ružomberok        | Ľubomír Kubáň       | nezávislý                                         | 5 199       | 48,6  |
| Lučenec           | Alexandra Pivková   | Za ľudí, SaS, Sme rodina, SMK-MKP, MOST-HÍD, NOVA | 2 788       | 42,16 |
| Pezinok           | Roman Mács          | nezávislý                                         | 4 171       | 50,27 |
| Topoľčany         | Alexandra Gieciová  | nezávislá                                         | 4 892       | 58,25 |
| Trebišov          | Marek Čižmár        | nezávislý                                         | 3 934       | 100   |
| Dunajská Streda   | Zoltán Hájos        | SMK-MKP, MOST-HÍD                                 | 3 018       | 46,13 |
| Čadca             | Matej Šimášek       | Hlas-SD                                           | 3 962       | 55,39 |
| Dubnica nad Váhom | Peter Wolf          | nezávislý                                         | 5 568       | 82,64 |
| Rimavská Sobota   | Jozef Šimko         | nezávislý                                         | 3 057       | 45,47 |
| Partizánske       | Jozef Božik         | nezávislý                                         | 4 940       | 100   |
| Vranov nad Topľou | Ján Ragan           | nezávislý                                         | 3 478       | 56,55 |
| Šaľa              | Jozef Belický       | nezávislý                                         | 3 625       | 63,27 |
| Hlohovec          | Ivan Baranovič      | nezávislý                                         | 3 704       | 55,08 |
| Senec             | Pavol Kvál          | nezávislý                                         | 1 847       | 32,97 |